# جان-لوك أزولاي
جان-لوك أزولاي (بالفرنسية: Jean-Luc Azoulay)‏ هو ملحن ومنتج أفلام وكاتب سيناريو فرنسي، ولد في 23 سبتمبر 1947 في سطيف في الجزائر.

## وصلات خارجية
- جان-لوك أزولاي على موقع IMDb (الإنجليزية)
- جان-لوك أزولاي على موقع ألو سيني (الفرنسية)
- جان-لوك أزولاي على موقع ميوزك برينز (الإنجليزية)
- جان-لوك أزولاي على موقع ميوزك برينز (الإنجليزية)
- جان-لوك أزولاي على موقع ديسكوغز (الإنجليزية)
- جان-لوك أزولاي على موقع ديسكوغز (الإنجليزية)
- جان-لوك أزولاي على موقع قاعدة بيانات الفيلم (الإنجليزية)